# Михайлов, Александр Николаевич (политик)
Алекса́ндр Никола́евич Миха́йлов (15 сентября 1951, с. Косоржа, Щигровский район, Курская область, РСФСР, СССР — 4 декабря 2020) — российский политик. Губернатор Курской области с 18 ноября 2000 по 11 октября 2018 (временно исполняющий обязанности губернатора Курской области с 17 мая по 14 сентября 2014). Депутат Государственной думы Федерального собрания Российской Федерации (1993—2000), член Совета Федерации (2018—2020).

## Биография

### Ранние годы. Становление
Родился 15 сентября 1951 года в с. Косоржа Щигровского района Курской области.
Трудовую деятельность начал в 1968 году рабочим на Кшенском сахарном заводе.
В 1969 году 18-летний Александр поступил в Харьковский институт инженеров железнодорожного транспорта им. С. М. Кирова. В институте активно занимался комсомольской работой и на третьем курсе стал заместителем секретаря комитета ВЛКСМ механического факультета, а на четвёртом — кандидатом в члены КПСС. Окончил институт в 1974 году по специальности «инженер-механик».
После института был призван в армию, где служил два года, с 1974 по 1976.
После службы работал в Курском вагонном депо, был старшим осмотрщиком вагонов на железнодорожной станции Курск.
С 1976 по 1979 год — на комсомольской работе в Курске и Курской области, был секретарём Дмитриевского и Щигровского райкомов ВЛКСМ.

### Работа в КПСС/КПРФ
С 1979 по 1983 год — заведующий отделом Дмитриевского райкома КПСС Курской области.
С 1983 года работал в Щигровском райкоме КПСС вторым секретарём, затем первым секретарём. В 1984 году окончил Высшую партийную школу в Ростове-на-Дону.
В марте 1990 года был избран депутатом, а затем и председателем исполкома Щигровского районного Совета народных депутатов. В июле 1990 года на XXVIII съезде КПСС выступил с резкой критикой «деструктивной политики Горбачева — Яковлева».
В 1991 году — председатель исполкома Курского областного Совета.
В должности первого секретаря Щигровского райкома КПСС 39-летний Александр Михайлов встретил августовские события 1991 года. Активно поддерживал ГКЧП.
Тогда же, в августе 1991 года, был избран председателем Щигровского районного Совета народных депутатов. Был председателем этого Совета по октябрь 1993 года.
До февраля 1993 был членом Социалистической партии трудящихся. В 1993 году вступил в КПРФ, был избран первым секретарем Курского обкома КПРФ.
В 1995 году стал членом ЦК КПРФ, с 20 апреля 1997 года по 3 декабря 2000 года — член Президиума ЦК КПРФ. С 1996 года — руководитель Курского областного отделения, член Координационного совета НПСР.
В 2004 году вышел из рядов КПРФ, а 8 февраля 2005 г. вступил в партию «Единая Россия».

### Депутат Госдумы
В декабре 1993 года был избран депутатом Государственной Думы первого созыва, входил в состав фракции КПРФ, являлся членом Комитета по обороне.
С 1995 по 1999 год — депутат Государственной Думы РФ второго созыва, также входил во фракцию КПРФ, был председателем подкомитета по вопросам военного сотрудничества, ограничения и сокращения вооружений и вооружённых сил Комитета по обороне.
В декабре 1999 года был избран депутатом Государственной Думы РФ третьего созыва по федеральному списку КПРФ, был членом фракции КПРФ, заместителем председателя Комитета по обороне.

### Губернатор Курской области
В ноябре 2000 года баллотировался кандидатом в губернаторы Курской области, лидировал по итогам первого тура выборов (39,5 % голосов) и одержал победу во втором туре выборов 5 ноября, набрав 55,5 % голосов избирателей, участвовавших в голосовании (у соперника — главного федерального инспектора по Курской области В. Суржикова — 37,9 %, прежний губернатор А. Руцкой не был допущен к выборам). 9 ноября 2000 года областная избирательная комиссия вручила Михайлову удостоверении об избрании его губернатором. 18 ноября 2000 года Михайлов вступил в должность. При этом он сложил с себя полномочия депутата Госдумы и первого секретаря Курского обкома КПРФ. Он заявил: «Вся команда Руцкого должна уйти в отставку».
Вскоре после избрания заявил в интервью газете «Коммерсантъ», что у предыдущего губернатора области Александра Руцкого мать — еврейка и теперь, сменив Руцкого, Михайлов победил и стоящих за его спиной Березовского и «всероссийский еврейский конгресс». Однако теперь, после прихода к власти Владимира Путина, «для России начнется освобождение от всей этой скверны, которая накопилась за десять лет». Геннадий Зюганов заявил, что Михайлову надо «заниматься конкретными делами, а не копаться в чужих родословных». В том же месяце в Курске, по заявлению еврейских правозащитных организаций, имел место и ряд других инцидентов антисемитского характера. За эти заявления Михайлов подвергся выговору от полпреда в Центральном округе Георгия Полтавченко и извинился перед Руцким.
22 февраля 2005 года депутатами Курской областной Думы по представлению Президента Российской Федерации был утверждён в должности губернатора области на новый 5-летний срок.
С 29 сентября 2006 по 16 марта 2007 — член президиума Государственного совета Российской Федерации.
13 мая 2014 года досрочно подал в отставку, чтобы принять участие в сентябрьских выборах губернатора области. Указ об отставке был подписан Президентом России 17 мая 2014 г. Избран на новый срок в ЕДГ — 14 сентября 2014 года с результатом 68,81 %.
После отставки Олега Королёва 2 октября 2018 года, являлся третьим по продолжительности пребывания на посту главы российского региона (восемнадцать лет), после Евгения Савченко и Анатолия Артамонова.
10 октября 2018 года Александр Михайлов подписал Постановление о дополнительных гарантиях главе региона сроком на 3 года в связи с прекращением полномочий, предусматривающее ряд льгот и доплат себе и своей супруге, а 11 октября подал в отставку, которая была принята Президентом России Владимиром Путиным.

### В Совете Федерации
27 ноября 2018 года наделён полномочиями члена Совета Федерации — представителя от исполнительного органа государственной власти Курской области. Вошёл в Комитет Совета Федерации по обороне и безопасности.

## Смерть
Умер 4 декабря 2020 года в возрасте 69 лет. По предварительным данным причиной смерти стал инфаркт миокарда, точная информация не была обнародована.

## Семья
Был женат, остались сын и дочь.

## Награды
- Орден «За заслуги перед Отечеством» III степени (2 марта 2018 года) — за большой вклад в социально-экономическое развитие регионов и многолетнюю добросовестную работу[19].
- Орден «За заслуги перед Отечеством» IV степени (30 сентября 2009 года) — за большой вклад в социально-экономическое развитие области и многолетнюю добросовестную работу[20].
- Орден Дружбы (20 декабря 2004 года) — за большой вклад в социально-экономическое развитие области, укрепление дружбы и сотрудничества между народами[21].
- Благодарность Президента Российской Федерации (4 октября 2008 года) — за активную работу по реализации приоритетного национального проекта «Развитие АПК»[22].
- Благодарность Правительства Российской Федерации (4 мая 2018 года) — за заслуги в содействии укреплению обороноспособности страны и государственной безопасности[23].
- Почётная грамота Кабинета министров Украины (19 сентября 2006 года) — за весомый личный вклад в развитие сотрудничества и дружеских взаимосвязей между Курской областью Российской Федерации и Сумской областью[24].
- Благодарственное письмо Главы Чеченской Республики (4 июня 2013 года) — за профессиональную подготовку и безупречную службу сотрудников Оперативной группы ФСИН России, направленных для выполнения служебно-боевых задач по охране и обороне комплекса правительственных зданий и сооружений Чеченской Республики[25].
- Почётный доктор Российского государственного социального университета[26].